# 폴 보크토르사보이
폴 보크토르사보이(노르웨이어: Paul Waaktaar-Savoy, 1961년 9월 6일 ~ )는 노르웨이의 음악가로, 아하의 일원이다.
아하를 결성하기 이전에는 망네 푸루홀멘과 같이 '브리저스'라는 음악 그룹을 결성해서 Take On Me의 뼈대가 되는 노래인 The Juice Friut Song을 발표했으나 실패했다. 그 이후 브리저스가 해체된 이후 모르텐 하르케를 영입한 뒤 '아하'라는 이름으로 재결성했고 이미 실패했던 노래인 The Juice Fruit Song을 여기저기 수정하고 보컬을 다시 부르게 한 Take On Me를 발표했다.